# Флаг сельского поселения Успенское (Серебряно-Прудский район)
Флаг муниципального образования сельское поселение Успе́нское Серебряно-Прудского муниципального района Московской области Российской Федерации — опознавательно-правовой знак, служащий официальным символом муниципального образования.
Флаг утверждён 3 августа 2011 года и 2 ноября 2011 года внесён в Государственный геральдический регистр Российской Федерации с присвоением регистрационного номера 7222.
Флаг сельского поселения Успенское разработан на основе герба сельского поселения Успенское и отражает исторические, культурные, социально-экономические, национальные и иные местные традиции.

## Описание
«Прямоугольное двухстороннее полотнище с отношением ширины к длине 2:3, разделённое диагоналями на 4 части, зелёные — вверху и внизу и белые по краям. На линиях рассечения лежат два противообращённых жёлтых бердыша с чёрными древками. В середине зелёных частей: вверху — жёлтый серп с чёрной рукоятью, внизу — жёлтая подкова, двумя шипами вверх».

## Символика
Символика фигур и цветов флага сельского поселения Успенское многозначна:
— бердыши символ связи с прошлым этих земель, когда по территории Серебряно-Прудского района проходила Большая засечная черта, которая в XVI—XVII веках служила защитой Московского государства от набегов крымских татар и нагайцев;
— серп — символ сельскохозяйственной деятельности поселения. Здесь с успехом выращивают картофель и другие овощные культуры;
— подкова — символ счастья и благополучия.
— полотнище, разделённое на четыре части, и их цветовое решение (белое и зелёное) перекликаются с флагом Серебряно-Прудского района, полотнище которого также разделено на 4 части и также бело-зелёное, что символизирует тесную связь района с сельским поселением Успенское.
Зелёный цвет символизирует природу, весну, здоровье, надежду.
Белый цвет (серебро) — символ чистоты, открытости, божественной мудрости, примирения.
Жёлтый цвет (золото) — символ высшей ценности, величия, великодушия, богатства, урожая.
Чёрный цвет символизирует благоразумие, мудрость, скромность, честность.